# تشارلز كولينز (سياسي أسترالي)
تشارلز كولينز (بالإنجليزية: Charles Collins)‏ هو سياسي أسترالي، ولد في 12 مايو 1850، وتوفي في 12 أبريل 1898. حزبياً، نشط في Protectionist Party ‏. وقد انتخب عضو الجمعية التشريعية نيو ساوث ويلز.